# Sterilisering (ingrepp)
Sterilisering (av latinets sterilis, "ofruktbar") är ett kirurgiskt ingrepp för att ta bort fortplantningsförmågan. 
Hos personer med testiklar skär man av sädesledarna och blockerar ändarna så att spermierna från testiklarna inte kan passera och därmed blandas med sädesvätskan. Ingreppet tar vanligtvis upp till 30 minuter att utföra och ger effekt efter cirka tre månader. Ibland, men inte alltid, kan ingreppet omvändas. 
Sterilisering av personer med livmoder genomförs genom att blockera (knyta ihop) passagen genom äggledarna så att äggcellen och spermier inte kan nå varandra. Ingreppet görs genom laparoskopisk kirurgi (titthålskirurgi) eller bukoperation, under narkos.

## Sterilisering av personer med manligt kön
Sterilisering för personer av manligt kön heter vasektomi. Det innebär att sädesledarna skärs av och ändarna blockeras så att spermierna från testiklarna inte kan passera och därmed blandas med sädesvätskan. Om man lämnar den nedre änden öppen (i riktning mot testikeln) förefaller risken för kronisk smärta efter ingreppet minska. Ingreppet är snabbt och enkelt. Operationen utförs oftast med   lokalbedövning, men ibland används narkos. Kirurgen gör ett 1–2 centimeter långt snitt i övre delen av pungen, drar fram sädesledarna och skär av dem.
Ingreppet hindrar bara spermier från att blandas med sädesvätskan. Det förändrar inte produktionen av könshormoner och påverkar inte sexlusten, förmågan att få stånd eller utlösningen. Utlösningen efter en  vasektomi innehåller inte spermier men, precis som före ingreppet, fortfarande prostatasekret och sädesblåsesekret, vilket innebär att även den som genomgått en sterilisering får utlösning. Ingreppet påverkar inte andra delar av kroppen. En vasektomi tar vanligtvis upp till 30 minuter att utföra och ger effekt efter cirka tre månader. Ibland, men inte alltid, kan ingreppet omvändas.  Sterilisering skyddar endast mot att göra en kvinna gravid - inte mot könssjukdomar.

## Sterilisering av personer med kvinnligt kön
Sterilisering av personer med kvinnligt kön innebär att äggledarna klipps av eller blockeras. På det sättet hindras spermiernas väg från livmodern in till äggledarna. Ingreppet påverkar inte menstruationen, ägglossningen, produktionen av könshormon, sexlusten eller förmågan till ett aktivt sexliv.
Operationen kan göras genom titthålskirurgi eller direkt via slidan och livmodern. Ofta utförs ingrepept under narkos, men det går också att utföra det med lokalbedövning.

## Regler för sterilisering i Sverige
I Sverige får den som fyllt tjugofem år och som är svensk medborgare eller bosatt i riket begära att steriliseras enligt Steriliseringslagen. Vid ansökan om sterilisering av person mellan arton och tjugofem års ålder och som är svensk medborgare eller bosatt i riket, kan Socialstyrelsen lämna tillstånd 
1. om det finns beaktansvärd risk för att arvsanlag som kan medföra allvarlig psykisk störning, svårartad kroppslig sjukdom eller svårt lyte av annat slag överförs till avkomling,
2. i fråga om kvinna, om havandeskap till följd av sjukdom, kroppsfel eller svaghet skulle medföra allvarlig fara för kvinnans liv eller hälsa, eller
3. i samband med ansökan om fastställelse av könstillhörighet i vissa fall.[5]

Den som ansöker om sterilisering skall noggrant informeras om ingreppets innebörd och följder samt, i förekommande fall, om andra möjligheter att förebygga havandeskap.
Om man önskar sterilisera sig skall man vända sig till Abort- och steriliseringsrådgivningen för samtal och information. Därefter remitteras man till den klinik där operationen skall göras. Kostnaden för steriliseringsingreppet varierar beroende på var i landet den utförs. Samtalen hos kurator är avgiftsfria.

### Tvångssterilisering
Steriliseringslagen från 1934 och 1941 tillät sterilisering under vissa villkor. Det uppskattas att mellan 25 000 och 30 000 tvångssteriliserades, varav de flesta fram till mitten av 1950-talet. Över 90 % av de drabbade var kvinnor. Lagen ändrades formellt 1976. 
De som drabbades av tvångssterilisering var bland annat personer med omfattande sinnessjukdom, sinnesslöhet, annan undermålighet eller asocialt levnadssätt. Personer som på grund av undermålighet inte själva var i stånd att lämna giltigt samtycke kunde steriliseras efter myndighetsbeslut. I praktiken steriliserades många unga kvinnor ur lägre samhällsskikt på ganska godtyckliga grunder, exempelvis för att en läkare bedömde dem som promiskuösa eller som tattare. I flera fall fick kvinnan inte veta vad ingreppet skulle få för konsekvenser.